# Блакитна коаліція
Блакитна коаліція (Синя коаліція, болг. Синята коалиция) — політична коаліція, створена на початку 2009 року двома основними правоцентристськими політичними партіями Болгарії:
- Союз демократичних сил — лідер Мартін Дімітров; співголова коаліції.
- Демократи за сильну Болгарію — лідер Іван Костов; співголова коаліції.

Пізніше до блакитної коаліції приєдналися ще 3 невеликі політичні партії:
- Болгарська соціал-демократична партія;
- Політична партія «Об'єднані хлібороби»;
- Радикально-демократична партія Болгарії.